# Tula Rodríguez
Tula Gabriela Rodríguez Quintana (El Agustino, 2 de julio de 1977)es una personalidad de televisión, actriz de cine y televisión, modelo, exvedette y empresaria peruana más conocida por sus participaciones en los programas humorísticos de su país en la década de los años 1990 destacándose en Risas y salsa.

## Biografía
Nace el 2 de julio de 1977 en el distrito de El Agustino, donde desarrolla su niñez y adolescencia.
Desde los 15 años, comienza a trabajar como vedette, para luego, participar en diversos programas cómicos como Risas y salsa de Panamericana Televisión, Risas de América de América Televisión y  JB noticias de Frecuencia Latina. Fue amiga de Guillermo Guille, quien fue su padrino cuando ingresó por primera vez a Panamericana.
En 1999, debuta en la actuación participando en la película Pantaleón y las visitadoras como Peludita. El nombre del personaje se volvió en su apelitivo conocido.
Luego de una década de ser una de las vedettes y figuras mediáticas más reconocidas de la farándula peruana, Rodríguez se retira del café teatro en 2002 y sigue el modelo de Gisela Valcárcel, para luego en el año 2004 debutar como frutilla en la conducción del programa Reinas del mediodía en señal de Frecuencia Latina. El programa consolida su trayectoria de personalidad televisiva.
El año siguiente, 2005, actúa en las miniseries: Chacalón, el ángel del pueblo y Las vírgenes de la cumbia; además de participar en la película Chicha tu madre. También, concursa en el reality show Baila con las estrellas, donde queda en cuarto lugar.
En 2007, actúa en la miniserie Por la Sarita como Valentina. Además, participa en ese año como parte del elenco de Risas de América, sin embargo, genera un precedente legal cuando América Televisión la demanda por incumplimiento de contrato. En el año 2008, conduce el programa Esquadrón; en el cual se consolida como una imagen del canal, hasta su retiro a los pocos meses por motivo de su delicado estado de gestación.
Tras dar a luz a su única hija, a finales de ese año, coconduce el programa Sólo para mujeres de la televisora RBC Televisión.
Tula regresa a la televisión en 2010, participando en el reality Amigos y rivales del programa Habacilar, el cual ganó. En esos mismos años, protagonizaría la telenovela Maricucha en el papel protagónico, pero la telenovela es cancelada hasta que en 2022 la telenovela sale al aire pero con Patricia Barreto reemplazándola en el rol protagónico.
Entre 2010 y 2012, Global TV la contrata para conducir Mega show. Este programa musical de cumbia compite con El reventón de los sábados, pero genera críticas negativas de la audiencia por su presentación, cuya audiencia se reduce hasta su cancelación en ese año.
En el 2013, regresa a la televisión como actriz en la serie Avenida Perú de la televisora ATV, como Yessenia Amasifuen.
En 2016, participa en la octava temporada de la serie Al fondo hay sitio como Dora Ilasaca Pacora de Gonzales.
Condujo el magacín En boca de todos de la televisora América Televisión en 2018, junto a Maju Mantilla y Ricardo Rondón, manteniéndose hasta el final del programa en octubre de 2022.
En 2023, el Instituto Nacional de Radio y Televisión la contrata. Ella condujo el especial de Inti Raymi que, sin embargo, recibió críticas por abordar los temas del evento sin conocerlos. Días después de emitirse el especial, la Fiscalía de la Nación inició las investigaciones sobre su contratación.

## Vida personal
En su etapa como vedette, Tula ha sido pareja de los exfutbolistas Jorge «Loverita» Ramírez y Waldir Sáenz, que en ese entonces, jugadores del club de fútbol Alianza Lima.
En 2001, contrae una relación con el también exfutbolista Juan «Chiquito» Flores por 5 años, hasta el 2006.
En el 2007, contrae una relación con Javier Carmona, que en ese entonces era gerente de ventas de la televisora Frecuencia Latina y expareja de la también exvedette y hoy presentadora Gisela Valcárcel, donde se conocieron en una fiesta del canal donde trabajan y posteriormente, un año después, tiene a su única hija Valentina Carmona. La pareja contrae matrimonio a fines de 2012. En septiembre de 2020, el matrimonio llega a su fin, con la repentina muerte de Carmona a causa de un infarto.

## Otras actividades
Desde el año 2005, Rodríguez se desempeña como empresaria de salones de manicure.
Compartió su tiempo como animadora de eventos populares de cumbia hasta el 2014, y brevemente en 2021.
Desde 2024 conduce el pódcast de anécdotas Pitukoneras junto a la creadora de contenido Pilar Arana.
En 2025, participó en la temporada 13 de El gran chef famosos. Paradójicamente, la competición se llevó a cabo en el mismo plató donde se emitía el programa Escuadrón. Pilar Arana fue invitada en uno de los episodios.

## Filmografía

### Televisión

#### Programas
- Gisela (2001–2002) como coconductora.
- Utilísima (2002) como coconductora.
- Reinas del mediodía (2004) como presentadora.
- Baila con las estrellas (2006) como participante (4to puesto).
- Esquadrón (2007–2008) como presentadora.
- El especial del humor (2008) como invitada.
- Amigos y rivales (2010) como concursante (Ganadora, 1er puesto).
- Sólo para mujeres (2009) como coconductora.
- Mega show (2010–2012) como presentadora.
- Hola a todos (2010) como presentadora invitada.
- Teletón 2011: Unámonos para cambiar pena por alegría (Edición especial) (2011) como coconductora y enlace externo.
- América noticias: Edición dominical (2012) como invitada.
- Panorama (2012) como invitada.
- Teletón 2013: Súmate a la Teletón (Edición especial) (2013) como presentadora.
- Pequeños gigantes 2 (2014) como jurado invitado.[43]
- Las vírgenes de la cumbia: El reencuentro (Edición especial) (2016) como Mercedes «Meche» Reynoso Martínez y ella misma.[44][45]
- El reventonazo de la chola (2016; 2019) como invitada.
- En boca de todos (2018–2022) como presentadora.[46]
- EEG: El gran clásico (2019) como concursante (Secuencia: Divas).
- Estás en todas (2020; 2022) como invitada.
- Emprendedor ponte las pilas (2021–2022) como presentadora.[47]
- Magaly TV, la firme (2021) como invitada.
- EEG: El origen (2021) como jurado (Secuencias: Guerra de TikTok y Tiktokers: Los rivales).
- Teletón 2021: En mi fuerza, estás tú (Edición especial) (2021) como invitada.[48]
- El reventonazo de verano (2022) como invitada.[49]
- América espectáculos (2022) como invitada.
- Bueno, bonito, bravazo (2023) como presentadora.[50]

#### Series y telenovelas
- Risas y salsa (1994–1999) como ella misma (actriz cómica), modelo y varios roles.
- Las mil y una de Carlos Álvarez (1995–1997) como ella misma (actriz cómica), modelo y varios roles.
- JB noticias (1997–1998) como ella misma (actriz cómica), modelo y varios roles.
- Los cincorregibles (1999) como ella misma (actriz cómica), modelo y varios roles.
- Parlamiento (2001) como ella misma (actriz cómica), modelo y varios roles.
- Risas de América (2002–2004) como ella misma (actriz cómica), modelo y varios roles.
- Luciana y Nicolás (2003–2004) como Juana «Juanita».
- Locas pasiones (2004)
- Chacalón: El ángel del pueblo (2004) como Dora Puente vda. de Palacios.
- Esposos pero tramposos (2005)
- Augusto Ferrando: De pura sangre (2005–2006)
- Las vírgenes de la cumbia (2005) como Mercedes «Meche» Reynoso Martínez.[51]
- Las vírgenes de la cumbia 2 (2006) como Mercedes «Meche» Reynoso Martínez.
- Amores como el nuestro (2006) como Maribel Romero.
- Por la Sarita (2007) como Valentina.
- Los del barrio (2008) como Reina.
- Vidas extremas (2008) como ella misma (1 episodio).
- Maricucha (Piloto) (2010) como María Augusta López Huamán / «Maricucha».[52]
- Avenida Perú (2013) como Yessenia Amasifuén.[53]
- Amor de madre (2015) como Yoliruth Sánchez Cárdenas.[54]
- Amores que matan (2016) como Génesis / «Tía Cucisa» (Episodio: Lejos de casa)[55] y María José / «Majo» (Episodio: Las hermanas).[56]
- Valiente amor (2016) como Carmela Zegarra Vargas.[57]
- Al fondo hay sitio (2016; 2022 Foto en spot televisivo) como Dora Ilasaca Pacora de Gonzáles / «Dorita» / «La yunguyana».[58]
- Cumbia pop 2030 (Piloto) (2017) como Profesora Paula Ramírez Porras.[59]
- Cumbia pop vol. 1 (2018) como Profesora Paula Ramírez Porras de Calderón vda. de Flores.[60]
- La otra orilla (2020) como Lic. Carmen Sotomayor Zuzunaga.[61]
- Marianita, la del barrio (2021) como Madre de Marianita (segmento del programa En boca de todos).
- Los Huamantanga: ¿Dónde estás papá? (2021) como Tula Huamantanga (segmento del programa En boca de todos).
- La academia: Desafío y fama (2021) como Profesora (segmento del programa Esto es guerra).
- Luz de luna (2021) como ella misma (cameo).
- Junta de vecinos (2022) como Jazmín Candela «la Florista».[62][63]
- Luz de luna 2: Canción para dos (2022) como Mirella.
- Los otros Concha (2024–presente) como Estela Soto Vargas (Rol protagónico).[64]

### Cine
- Pantaleón y las visitadoras (1999) como «Peludita».
- Chicha tu madre (2006) como Katlyn.

### Vídeos musicales
- Al fondo hay sitio (2016) (De Tommy Portugal) como Dora Ilasaca.
- Las Lomas (2016) (De Juan Carlos Fernández) como Dora Ilasaca.

## Teatro
- A los yunaites (2010)[65]
- ¿Que me pongo? (Reposición) (2016)[66]

## Radio
- Radio Teletón 2013 (2013) como presentadora.

## Eventos
- 47 Gran Feria Fongal de Cajamarca (2007) como animadora y Mercedes Reynoso Martínez (personaje de Las vírgenes de la cumbia).
- Concierto especial (2010) como animadora.
- Concierto de Chacalón Jr. (2012) como animadora.
- Corazón Sensual (2014) como animadora.
- Corazón Serrano: 21 aniversario (2014) como animadora.
- Cumbia en Los Olivos como animadora.[67]
- Concierto de Sarita Torres (2021) como animadora.[68]

## Distinciones
- Reina de la papa 2019[69]
- Señora Primavera 2019

## Discografía

### Temas musicales
- «Yo soy la virgen de tu devoción» (2005) (Tema para Las vírgenes de la cumbia; con Maricarmen Marín, Marisela Puicón y Carolina Infante).
- «Yo soy la virgen de tu devoción (Nueva versión)» (2006) (Tema para Las vírgenes de la cumbia 2; con Maricarmen Marín, Marisela Puicón, Carolina Infante y Magdyel Ugaz).
- «Yo soy la virgen de tu devoción (Nueva versión)» (2016) (con Maricarmen Marín, Marisela Puicón, Carolina Infante y Magdyel Ugaz).
- «Cúrame la herida para volver a enamorarme» (2021) (con Sarita Torres «la Faraona Chelera»).[70]

### Bandas sonoras
- Las vírgenes de la cumbia (2005)
- Las vírgenes de la cumbia 2 (2006)

## Premios y nominaciones
| Año  | Premio                       | Categoría                          | Trabajo                       | Resultado   | Ref.   |
| ---- | ---------------------------- | ---------------------------------- | ----------------------------- | ----------- | ------ |
| 2005 | Premios Luces de El Comercio | Revelación televisiva del año      | Ella misma                    | Desconocido | [ 71 ] |
| 2005 | Premios Luces de El Comercio | Mejor actriz de telenovela o serie | Chacalón: El ángel del pueblo | Desconocido | [ 71 ] |
| 2006 | Premios Luces de El Comercio | Mejor actriz de serie o miniserie  | Las vírgenes de la cumbia 2   | Nominada    | [ 72 ] |